# Leander van Ess
Pour les articles homonymes, voir Ess.
Leander van Eß (né le 15 février 1772 à Warburg, mort le 13 octobre 1847 à Affolterbach) est  un théologien catholique allemand.

## Biographie
Johann Heinrich van Eß est élève du lycée Sainte-Marie de Warburg (de). Il devient moine bénédictin à l'abbaye de Marienmünster en 1790, où il prend le nom religieux de Leander et est ordonné prêtre en 1796. Après la dissolution de l'abbaye en 1802, il s'installe à Schwalenberg et est prêtre. À partir de 1812, il est professeur à l'université de Marbourg, codirecteur de l'école normale et curé de la paroisse de Marbourg. Il démissionne de toutes ces fonctions en 1822 et vit ensuite à Darmstadt et à partir de 1835 à Alzey en tant que précepteur. Leander van Eß collectionne des manuscrits et imprime des livres anciens à grande échelle. En particulier, il se consacre à la production d'une traduction allemande de la Bible et à la diffusion de la Bible parmi le peuple, faisant de lui un précurseur du mouvement biblique catholique du XIXe siècle.
Avec son cousin Karl van Eß (de), il établit une traduction du Nouveau Testament, publiée à Brunswick en 1807, alors qu'il est prêtre. La Vulgate sert de base, avec de nombreuses notes de bas de page soulignant les différences par rapport au texte grec. Leander van Ess crée une édition de la Bible en 1827 avec une combinaison de la Bible polyglotte d'Alcalá et des notes d'Érasme.
Entre 1807 et 1821, plusieurs diocèses et facultés de théologie approuvent la traduction. Cependant, Rome critique les opinions publiques de van Eß sur divers enseignements et met son Nouveau Testament à l’Index librorum prohibitorum le 19 décembre 1821. Après divers ajustements textuels, la Faculté catholique de théologie de l'université de Tübingen et en 1826 le Vicariat épiscopal général de Bruchsal déclarent la traduction conforme aux enseignements de l'Église catholique et recommandent la publication des nouvelles éditions.
Travaillant seul, la traduction de l'Ancien Testament à partir du texte original paraît dans une première partie en 1822 et une seconde partie en 1836. Avec Heinrich Joseph Wetzer (de), il publie finalement une édition complète en trois parties de son œuvre en 1840. En raison de la traduction de l'hébreu, la numérotation des Psaumes suit la classification de Robert Estienne et diffère donc de celle de la Vulgate et des autres premières traductions de la Bible catholique. Autre particularité, les premières éditions reproduisent systématiquement le Tétragramme sous la forme Jéhovah.